# Себастьян Мровка
Себастьян Мровка (пол. Sebastian Mrowca, нар. 16 січня 1994, Гаусгам, Німеччина) — польський футболіст, опорний півзахисник німецького клубу «Веен».

## Ігрова кар'єра

### Клубна
Себастьян Мровка народився поблизу Мюнхена і займатися футболом почав в академії мюнхенської «Баварії». Надалі футболіст виступав за молодіжну команду, був капітаном команди (U-19). У сезоні 2012/13 Мровка був переведений до другої команди у Регіональній лізі, був кілька разів у заявці команди на гру але на поле так і не вийшов.
У червні 2013 року Мровка підписав трирічний контракт з клубом Другої Бундесліги «Енергі» з Котбуса. 22 липня 2013 року провів єдину гру в основі «Енергі».
Вже через рік Мровка залишив «Енергі» і перейшов до клубу Третьої ліги «Веен». З яким у сезоні 2018/19 виграв перехідний плей - офф і два сезони провів у Другій Бундеслізі.

### Збірна
Етнічний поляк Себастьян Мровка народився у Німеччині але у 2013 - 2014 роках провів кілька матчів у складі юнацьких збірних Польщі.

## Приватне життя
Народжений у Німеччини, Себастьян Мровка має лише польський паспорт. Але в майбутньому сподівається отримати і німецьке громадянство.